# Dennis Hoagland
Dennis Robert Hoagland, född 1884 i Golden, Colorado, död 5 september 1949 i Oakland, Kalifornien, var en amerikansk botaniker.
Dennis Hoagland blev professor vid Berkeley-universitetet 1927. Han var en av sin tids ledande växtfysiologer, som studerade upptagandet av mikroelement, sambandet mellan respiration och anhopning av salter med mera frågor rörande växternas oorganiska näringsämnen. Hoagland utgav Lectures on the inorganic nutrition of plants (1944, 2:a upplagan 1948).